# امیلیو زاواتینی
 امیلیو زاواتینی (انگلیسی: Emilio Zavattini؛ زاده ۱۴ مارس ۱۹۲۷ درگذشته ۹ ژانویه ۲۰۰۷) یک فیزیک‌دان اهل ایتالیا بود.